# Nixon-Doktrin

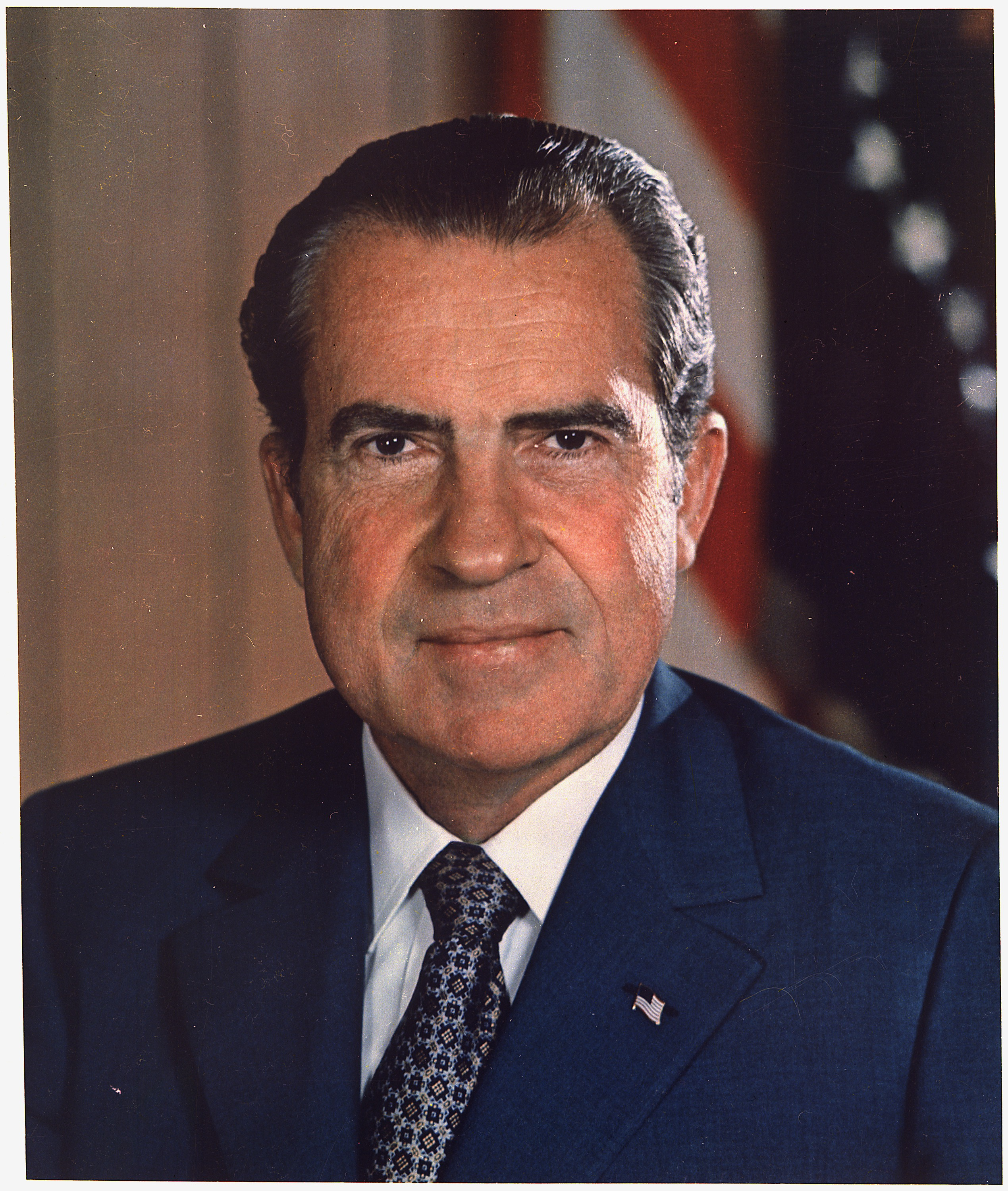
Richard Nixon

Die Nixon-Doktrin wurde während einer Pressekonferenz auf der Andersen Air Force Base in Guam am 25. Juli 1969 von US-Präsident Richard Nixon verkündet. Er befand sich in dieser Region, um die Rückkehr von Apollo 11 an Bord der Hornet zu erleben. Während seine Rede keine Überraschungen zur amerikanischen Außenpolitik bereithielt, bekamen seine Antworten auf die anschließenden Fragen der anwesenden Journalisten, die um die Rolle der Vereinigten Staaten im Pazifik und den Vietnamkrieg gingen, zum Ende hin mehr den Charakter einer neuen außenpolitischen Leitlinie. So sollte es zukünftig mehr darum gehen, andere Staaten dabei zu unterstützen, ihre Probleme selbst ohne militärische Intervention Amerikas zu lösen. Besonders klar wurde dies, als Nixon auf Nachfrage einräumte, dass er einen weiteren Krieg wie den in Vietnam vermeiden und aus den Fehlern der Vergangenheit lernen wollte. Unmittelbar nach der Pressekonferenz sprachen die Medien bereits von der „Guam-Doktrin“.
Laut der Nixon-Doktrin erwarteten die Vereinigten Staaten künftig von ihren Verbündeten, ihre militärische Verteidigung – vor allem finanziell – in die eigene Hand zu nehmen. Man suchte damit eine Weiterführung der „Vietnamisierung“ des Vietnamkrieges, die im März 1968 unter Lyndon B. Johnson ihren Anfang genommen hatte. Man hatte vorgesehen, dass die Südvietnamesen allmählich die Verantwortung bei der Kriegführung übernehmen würden, und hoffte, dass diese Politik den Vereinigten Staaten schließlich ermöglichen würde, alle ihre Soldaten stufenweise aus Vietnam zurückzuziehen. Die Nixon-Doktrin benannte es zu ihrem Ziel, den Kampf für den Frieden durch eine Partnerschaft mit den Verbündeten der USA weiterzuführen.
In Nixons Worten (Rede an die Nation zum Vietnamkrieg vom 3. November 1969) lautete dies 
- „Erstens, die Vereinigten Staaten werden alle ihre vertraglichen Verpflichtungen einhalten.
- Zweitens, wir werden einen schützenden Schild bieten, falls eine Atommacht die Freiheit einer mit uns verbündeten Nation bedroht, oder einer Nation deren Existenz wir als für unsere Sicherheit wichtig erachten.
- Drittens, in Fällen, bei denen andere Arten der Aggression im Spiel sind, werden wir militärische und wirtschaftliche Hilfe gewähren, wenn wir in Einklang mit unseren vertraglichen Verpflichtungen darum ersucht werden. Aber wir werden darauf achten, dass die direkt bedrohte Nation die Hauptverantwortung für die Aufstellung der für ihre Verteidigung erforderlichen Streitkräfte trägt.“[2]

Nixons Berater befürchteten, der stufenweise Abbau aller US-Truppen würde einen baldigen Sieg der FNL zur Folge haben, so dass man einsah, dass eine demütigende Niederlage der USA einzig durch Friedensverhandlungen vermieden werden könnte. Diese fanden dann in Paris statt. Die Bemühungen Nixons, Druck auf Nordvietnam auszuüben, bezeichnete man schließlich als „Madman-Theorie“ (Theorie vom Verrückten). Bob Haldeman, einer der US-Hauptunterhändler, nannte Präsident Nixon geistig schwach und im Hass auf den Kommunismus so fanatisch, dass er vor einem Einsatz von Kernwaffen gegen Nordvietnam nicht zurückschrecken würde.
Die Doktrin wurde auch von der Nixonregierung in der Golfregion mit der militärischen Unterstützung des Iran und Saudi-Arabiens angewendet, da diese US-Verbündeten für die Herstellung von Frieden und Stabilität in der Region vorgesehen waren. Nach Michael Klare, Autor von  Blut und Öl: Die Gefahren und Konsequenzen von Amerikas wachsender Erdöl-Abhängigkeit. (New York: Henry Holt, 2004), öffnete die Anwendung der Nixon-Doktrin „die Schleusen“ des militärischen US-Engagements für die Verbündeten im persischen Golf, und bewirkte die Entstehung der Carter-Doktrin sowie das folgende direkte Engagement der USA im Zweiten Golfkrieg und im Irakkrieg.